# Forn d'oli de ginebre de Josepet de Balances
El Forn d'oli de ginebre de Josepet de Balances és un forn d'oli de ginebre de Riba-roja d'Ebre (Ribera d'Ebre) protegit com a Bé Cultural d'Interès Local.

## Descripció
Es tracta d'una construcció en pedra feta per a destil·lar, via escalfor, l'oli de ginebre.
Ubicat a les Xintes, de fàcil accés, per la carretera que va de la presa de Riba-roja fins al pont de vall de Velles, desviament pel camí de les Foradades uns 3 km. Accessibles amb vehicle.
Es troba en mal estat, semi derruït, amb el que es poden veure les dues parets interiors, el que li dona major valor didàctic. Es poden veure les piques i el canal de recollida d'oli.